# بوبي كولينز (مدرب كرة سلة)
بوبي كولينز (بالإنجليزية: Bobby Collins)‏ هو مدرب كرة سلة أمريكي، ولد في 20 سبتمبر 1966 في ساوثرين بينيس في الولايات المتحدة.